# Lukáš Štetina
Lukáš Štetina (Nitra, 28 luglio 1991) è un calciatore slovacco, difensore dello Spartak Trnava.

## Carriera

### Club
Ha giocato nella massima serie dei campionati slovacco, ucraino e ceco.

### Nazionale
Ha giocato nelle nazionali giovanili slovacche Under-19 ed Under-21.
Ha esordito in nazionale maggiore il 19 novembre 2013 nell'amichevole pareggiata 0-0 contro Gibilterra.
Segnò il suo primo goal con la nazionale mitteneuropea alla seconda presenza, arrivata nella partita amichevole giocata quasi 4 anni dopo contro l'Ucraina e persa dalla Slovacchia per 2-1 a Leopoli.

## Palmarès

### Club

#### Competizioni nazionali
- Coppa della Repubblica Ceca: 1

Sparta Praga: 2019-2020
- Coppa di Slovacchia: 2

Spartak Trnava: 2022-2023, 2024-2025